# Mischka
Pour plus de détails, voir Fiche technique et Distribution.
Mischka est un film français réalisé par Jean-François Stévenin, sorti en 2002.

## Synopsis
Mischka est abandonné sur une aire d'autoroute par sa famille. Le vieil homme est recueilli par Gégène et celui-ci l'entraîne dans une folle équipée qui leur fera rencontrer Joli-Cœur, Jane…

## Fiche technique
- Titre : Mischka
- Réalisation : Jean-François Stévenin
- Scénario : Jean-François Stévenin
- Pays d'origine :  France
- Format : couleurs - 2,35:1 - 35 mm
- Genre : comédie
- Durée : 117 minutes
- Date de sortie : 2002

## Distribution
- Jean-Paul Roussillon : Mischka
- Jean-François Stévenin : Gégène
- Rona Hartner : Joli Cœur
- Salomé Stévenin : Jane
- Pierre Stévenin : Léo
- Jean-Paul Bonnaire : Muller
- Yves Afonso : Robert
- Claire Stévenin : Elle
- Élisabeth Depardieu : la tante
- Patrick Grandperret : le père de Jane
- Pascale Bransolle : Béatrice
- Amélie Soupirot : jumelle 1
- Élodie Soupirot : jumelle 2
- Léo Grandperret : le fils d'Elle
- Roger Knobelspiess : le pompiste
- Johnny Hallyday : lui-même

## Autour du film
- L'aire d'autoroute est en fait une aire de repos située sur la RN6, à Cussy-les-Forges, un peu au sud d'Avallon.
- Plusieurs séquences se passent sur la Cure toute proche.
- Jean-François Stévenin avait alors un bras dans le plâtre par suite d'un accident de moto récent.

## Distinction
| Année | Cérémonie ou récompense | Nomination     |
| ----- | ----------------------- | -------------- |
| 2002  | Prix Louis-Delluc       | Meilleur film, |